# Stationsby
En stationsby forstås ofte som en by med en jernbanestation, men bruges især som betegnelse på en type byer, hvis opståen relateres til jernbanens indvirken – undertiden i form af en senere nedlagt station, eller i alt fald falder inden for den periode, hvor jernbanerne blev udbygget, det vil sige 1800-tallet og begyndelsen af 1900-tallet. "Stationsbyerne blev centrum for en ny dansk kultur opstået i et spændingsfelt mellem landsbykulturen og købstadskulturen. Derfor blev stationsbyerne scene for, og dermed part i de store sociale og kulturelle bevægelser, som gemmeløb det danske samfund i perioden fra 1850-1950." 

## Opståen og udvikling
Stationsbyernes opståen og udvikling var nært knyttet til den økonomiske og demografiske udvikling under industrialiseringen fra anden halvdel af 1800-tallet til begyndelsen af 1900-tallet. De blev til for at udfylde det forøgede behov for vareudveksling mellem befolkningen i landdistrikterne (fortrinsvis i indlandet) og det omgivende samfund: forsyninger fra landbruget til byerne og verdensmarkedet, produktionsmidler fra byerne og fra den store verden til landbruget (landbrugsredskaber og -maskiner med mere). Mange stationsbyer udviklede sig til tilknytning til bjergværksdrift og råvareforædling (fx mejerier, slagterier, savværker, jernværker), overalt beroende på de stedlige forudsætninger.
Den typiske udvikling af stationsbyerne bestod i en række trin:
1. Anlæggelse af jernbanen medførte oprettelsen af en landstation eller holdeplads i tilpas afstand fra nærmeste købstad eller handelsplads. En købmand og/eller kromand slog sig ned over for stationen, gerne på hjørnet af landevejen og en bivej. Nogle håndværkere byggede huse og værksteder, senere måske med udsalg af varer (kombinationen skrædder og manufakturhandler var klassisk).
2. Efterhånden bebygges vejene omkring stationen med sammenhængende husrækker, og der kom flere handlende til. En lokal sparekasse flyttede ind til stationsbyen og/eller byens handlende og håndværkere gik sammen om at oprette en lokal bank . Kroen udviklede sig til et "jernbanehotel". Smedjen udviklede sig til en mindre maskinfabrik for fremstilling af landsbrugsmaskiner (først kopier af udenlandske maskiner, men senere også maskiner, som smeden selv havde opfundet). Gaden blev brolagt, og en i byen oprettet borgerforening lod bygge et lokalt elektricitetsværk, der opstilledes gadebelysning. Senere kunne borgerforeningen også stå bag oprettelsen af et parkanlæg eller en "lystskov". Der åbnede måske en privat mellemskole, en realskole eller andre uddannelsesinstitutioner.
3. Efterhånden blev vejene omformet til bebyggede gader med fortov, og byen blev et sted, som man flyttede ind til for at bo i en by – landbrugets pensionister (rentiers) slog sig ned i byen og var ofte drivende kræfter ikke bare i foreningslivet, men også som investorer i det spirende næringsliv.
4. I takt med udviklingen af byens næringsliv indtrådte en selvforstærkende udvikling, hvor byen i sig selv blev et samlingssted, der trak yderligere bebyggelse og befolkning til, ikke sjældent udvikledes større fabrikker og mere specialiserede oplandstjenester, og det betød derfor mindre, at jernbanetrafikken efterhånden (efter 1. verdenskrig) overhaledes af vejtrafikken. Da vejfærdslen udvikledes, kom rutebilstationen til.
5. Først privatbilismens og supermarkedernes udbredelse i slutningen af det 20. århundrede kunne gøre et vist indgreb i stationsbyernes marked til fordel for de større byer, men i mellemtiden var de største stationsbyer selv rykket op i denne klasse.[4]

## Stationsbytyper
Det er indlysende, at ikke ethvert stoppested udviklede sig til en storby. Man kan derfor skelne mellem stationsbyer af uens størrelse dels i henseende til indbyggertal, dels i henseende til næringsliv:
- den rurale by betegner en by med få hundrede indbyggere og kun få håndværkere og handlende, måske mølle, mejeri, folkeskole og andre tjenesteydelser;
- oplandsbyen betegner en by med flere hundrede indbyggere og et bredere udbud af håndværkere, handlende og oplandstjenester;
- industri- og institutionsbyen betegner en by, hvis indbyggertal regnes i tusinder og som rummede både betydelig industri og tillige større offentlige og private institutioner.

Det bør understreges, at en sådan opdeling i betydelig grad er tidsbestemt til tiden indtil omkring 1940, og at byudviklingen var en dynamisk proces, hvor befolkningens og næringslivets (herunder tjenesteydelsernes) udvikling var i stadig forandring.
Et særligt fænomen var jernbanebyerne. I lande med tættere befolkning udvikledes byer, hvis indbyggere for store deles vedkommende ernærede sig ved jernbanedriften. Sådanne byer betegnes i England "railway towns" og i Tyskland "eisenbahnstadt", og de kunne have en størrelse på mellem 2.000 og 10.000 indbyggere. Paralleller hertil fandtes blandt det amerikanske vestens nybyggerbyer. I Norden glimrer de stort set ved deres fravær: Langå i Danmark og Nässjö i Sverige samt Tapa i Estland samt enkelte andre er enkeltstående tilfælde af byer, der i en tidlig fase af deres eksistens havde en forholdsvis stor jernbanebefolkning.

## Beliggenhed
Det er umiddelbart indlysende, at beliggenheden af de nye byer blev bestemt af det nye effektive transportmiddel jernbanen, der med sine landstationer åbnede landets indre op og spredte handelen til de egne, der hidtil havde ligget for langt fra kysternes havnebyer. Forudsætningen for deres udvikling var imidlertid medvirkende eller understøttende forhold. Til sådanne kan regnes,
1. om stedet var omgivet af et opland, hvor konkurrence fra andre bysamfund ikke eller kun i ringe grad fandt sted[7]
2. tilstedeværelsen af råstoffer (herunder landbrugsprodukter), der kunne danne grundlag for stedlig industri, og
3. tilstedeværelsen af initiativtagere eller iværksættere, der ene eller sammen med andre turde igangsætte virksomhed af den ene eller anden art og dermed skabe grundlag for at tiltrække arbejdssøgende.

Betydningen af disse forhold vekslede fra egn til egn og fra land til land, men genfindes overalt, hvor stationsbyer udviklede sig.

## Stationsbyer i de enkelte lande
Som bebyggelsesform betragtet er det ikke ganske urimeligt at sige, at stationsbyen udgør en særegen skandinavisk foreteelse. Det er givet, at stationsbyernes fremkomst overalt måtte bero på en række forhold, hvoraf de vigtigste var:
- de landskabelige forhold,
- jordbundsforhold og muligheden for landbrugsdrift og bjergværksdrift (råstofudvinding),
- befolkningens fordeling og tæthed,
- fordelingen af tidligere bydannelser og oplandsforhold,
- ældre samfærdselsforhold,
- lovgivning og offentlig styring af såvel baneudbygning som bebyggelsesforhold.

Betydningen af disse forhold afspejler sig tydeligst i Skandinavien (Norden fraset Grønland, Island, Færøerne og Ålandsøerne). Her og til dels i de baltiske lande samt i det russiske område fremvoksede stationsbyer som nye bydannelser, der supplerede tidligere bebyggelsesforhold.
I Mellem- og Sydeuropa samt på de britiske øer fik jernbanernes anlæggelse langt fra samme bebyggelsesmæssige betydning bortset fra, at visse steder fik jernbanen stor betydning som arbejdsplads.
I USA indgik banenettets udvikling som led i landets erobring vestover, og her skød pionerbyer op overalt som led i opbygningen af en ny økonomisk og politisk-administrativ samfundsopbygning, mens i de daværende kolonier i Afrika og Asien spillede banerne fortrinsvis en medvirkende rolle for landenes udnyttelse i overensstemmelse med moderlandenes interesser. Selv om der således også her udviklede sig nye bydannelser i tilknytning til de anlagte jernbaner, må disse i hovedsagen ses i en anden samfundsmæssig sammenhæng.

### Danmark
Danmark har i forhold til sin størrelse et forholdsvis stort antal stationsbyer, omkring 500. Baggrunden herfor må søges i dels en forholdsvis tæt landbefolkning (vedvarende til trods for afvandring og udvandring), dels betydelige købstadstomme egne, dels indførelsen af næringsfriheden i 1857 umiddelbart inden, at udbygningen af banenettet for alvor gik i gang.
Det kan næppe undre, at de bedste forudsætninger for udviklingen af nye oplandscentre var bedst i de mest købstadsfjerne egne, og at der her med tiden udvikledes byer, hvis oplandstjenester var fuldt på højde med købstædernes, hvorfor en række byer da også med tiden fik tildelt købstadsrettigheder. Dette gælder Vester Brønderslev, Struer, Silkeborg, Herning, Skjern og Esbjerg i Jylland og Frederikssund på Sjælland (mens Frederiksværk, der ligeledes fik tildelt købstadsrettigheder, var og forblev en udpræget industriby). Men ved siden af disse større oplandscentre udvikledes et omfattende netværk af sekundære oplandscentre, betjenende mindre oplande med en radius af op til 5 km, og i dette netværk indtog stationsbyerne en fremherskende stilling.
Det karakteristiske blev derfor en udvikling af stationsbyer som mindre oplandscentre, ofte igangsat ved tilstedeværelsen af en købmand, kro, læge og/eller apotek samt håndværkere, der med tiden suppleredes med handlende og offentlige tjenester som skoler og lignende. Enkelte stationsbyer udvikledes sig i tilknytning til industrivirksomhed. Som regel skete der efterhånden det, at oplandsbyer fik fremstillingsvirksomhed og industribyer fik oplandstjenester således, at byen i begge tilfælde blev alsidig i sin nærings- og befolkningssammensætning. I tiden inden 1. verdenskrig havde de fleste stationsbyer allerede fået et alsidigt præg, hvor mellem halvdelen og en tredjedel af indbyggerne var knyttede til håndværk og industri, mens resten fordelte sig på handlende, offentlige og private tjenester (herunder samfærdsel) samt enkelte med tilknytning til landbrug, gartneri eller fiskeri.
Det danske banenet blev udbygget i to omgange, dels frem til omkring 1880, dels fra 1890-erne og frem til 1. verdenskrig. Det tog således tid inden, at banenettet bredte sig til alle dele af landet, og flere steder indtrådte en begyndende byudvikling allerede inden, at dette skete. Når banen blev anlagt og stationen oprettet, kunne der ske en af tre ting: byudviklingen kunne flytte til den nye station, stationen formåede ikke at vende den igangsatte udvikling eller der opstod to mindre bysamfund med forholdsvis kort indbyrdes afstand. I sidstnævnte tilfælde kunne der enten ske det, at de to byer blev tvillingebyer, der med tiden voksede sammen (som det skete med Haslev og Vejen), eller de forblev dobbeltbyer (som det skete med Brovst, Holsted og Jyderup).
Det kan tilføjes, at det nye bebyggelsesbillede med stationsbyer i det store og hele udviklede sig i tiden frem til omkring 1. verdenskrig, hvorimod bebyggelsesbilledet som helhed var ret fast i mellemkrigstiden til trods for, at mange stationsbyer fik en del industri i denne periode.
De danske stationsbyer udviklede sig vidt forskelligt beroende på stedlige og ydre forhold. Nogle fik med tiden ret betydende industrier og institutioner, andre fandt deres plads fortrinsvis som oplandscentre for den egn, de lå i. Enkelte stationsbyer udviklede sig tidligt til satellit- eller sovebyer til nærliggende købstæder.

### Nordslesvig
Inden for Danmark har de nordslesvigske (sønderjyske) stationsbyer til dels en særstilling, idet landbrugsudviklingen og markedskræfterne i det sene 1800-tal virkede svagere eller i alt fald anderledes. Endvidere fandtes der her langt flere købstæder og flækker med købstadsrettigheder end nord for Kongeåen. Landsdelen befandt sig ikke alene politisk inden for Det Tyske Rige, men også økonomisk inden for de tyske landbrugstoldmure og under de tyske fødevareregler, der på den ene side beskyttede landbruget mod den udenlandske konkurrence, på den anden side satte rammer, der bevirkede en langsommere udvikling – Nordslesvig var den yderste nordlige afkrog, langt fra de dynamiske industricentre i Mellemtyskland.
Den langsommere industrialisering af landbruget medførte en langsommere vækst i de stationsbyerne, der først langt senere nærmede sig de sjællandske, jyske og fynske byer i størrelse, et forhold, der bekræfter at det er landbrugsudviklingen, der var drivkraften i byernes udvikling.

### Norge
I Norge, hvor byerne overvejende har ligger ved kysten og haft forbindelse ad søvejen, hvor det indre af landet er bjergrigt, ofte ufremkommeligt, og hvor beboelsen derfor har været spredt, har baneanlæggenes udvikling og da navnlig dannelsen af et sammenhængende banenet haft vanskelige vilkår. Den første jernbane, strækningen fra Oslo nordpå til Eidsvold ved sydspidsen af indsøen Mjøsa, anlagdes for privatkapital og åbnedes 1854. Banen havde privatdrift, men staten overtog størstedelen af aktierne. Efter fuldførelsen af denne såkaldte norske hovedjernbane tog staten, for at fremme udviklingen, baneanlæggene i sin egen hånd. De første statsbaner anlagdes med økonomisk deltagelse af kommuner og private, men efter 1890 gik man over til bygning af rene statsbaner. Anlæggene fremvoksede spredt, navnlig om Oslo, Trondhjem og Bergen, og af bekostningshensyn blev smalspor gentagne gange anvendt. Der gjordes dog siden en bestræbelse for at gennemføre normalsporet på de gennemgående linjer; forbindelserne til Sverige er fra først af holdt normalsporede. Fra Oslo gik jernbaneforbindelser i nordvestlig retning til Trondhjem. Det første stykke udgøres af den normalsporede hovedjernbane, der fortsættes med en ligeledes normalsporet statsbane til Hamar. Herfra går en ældre linje smalsporet over Elverum og Røros til Trondhjem (1880), mens normalsporet blev gennemført på en ny forbindelseslinje fra Hamar over Dombås med tilslutning til den gamle linje i nærheden af Trondhjem (1921). Nordpå løber fra Trondhjem en bane videre langs kysten. Fra Oslo fører Bergensbanen over højfjeldet til Bergen. Det første stykke fra Bergen til Voss, oprindeligt smalsporet, men senere ombygget til normalspor, åbnedes 1883; det sidste stykke, der sluttede forbindelsen, er i drift siden 1909. Syd på fra Kristania følger nogle linjer vestkysten af fjorden. Forbindelse fra Oslo til Sverige går dels syd på over Halden, dels nord på over Kongsvinger. Længere mod nord fører der fra Trondhjem en tværbane øst på med tilslutning til de svenske baner, og endnu højere oppe den såkaldte Ofoten-bane. Den tjente især til transport af svensk jernmalm fra Kiruna til udskibningsstedet Narvik. I 1913 havde Norge i alt 3.002 km bane. Linjenettet er tættest omkring Oslo, hvor der inden 1. verdenskrig fandtes ca. 4,2 km bane pr 100 km2 mod gennemsnitligt for hele landet kun 1,0 km pr 100 km2 og 13,2 km pr 10.000 indbyggere.
For Norges vedkommende kan konstateres, at jernbanerne i perioden 1880-1920 bevirkede fremkomsten af adskillige nye småbyer, især på Jæren, i Østfold og Akershus og indre Østland. Af 584 tettsteder (småbyer) i 1920 lå de 175 i tilknytning til jernbane, de fleste i indlandet. De i 1920 i alt officielt registrerede 98 stationsbyer og knudepunkter havde 29.694 indbyggere svarende til 7,16% af den samlede befolkning i de såkaldte "hussamlinger" uden for byerne, hvilket kan sammenlignes med 175 industristrøg med 97.434 indbyggere, 277 hussamlinger ved kysten med 77.243 indbyggere, 34 større anstalter i landdistrikterne med 6.490 indbyggere og 250 forstæder med i alt 203.755 indbyggere.
Blandt norske stationsbyer kan nævnes Atna, Eidsvold, Elverum, Gjøvik, Grundset, Hamar, Ilseng, Kongsvinger, Koppang, Kringen, Levanger, Otta, Sarpsborg, Stai, Stange, Steinkjer, Stenviken, Sunde, Veldre, Voss.

### Sverige
I Sverige skelnes mellem flere typer af bydannelser (svensk: tätorter), der imidlertid samles i to hovedgrupper: administrative og ikke-administrative bebyggelser. Til den førstnævnte gruppe hørte købstæder (svensk: städer), handelspladser (svensk: köpingar) og byer (svensk: municipalsamhällen), til den anden andre selvstændige samfund (övriga självständiga orter) og forstæder (svensk: förorter); specielt for Sverige er gruppen "komplementsamhällen", hvilket bedst kan oversættes som fabriksbyer, idet de opstod for at opfylde fabrikkers og bjergværksvirksomheders arbejderes behov for tjenester. Til sådanne regnedes Borlänge i nærheden af Domnarvet, Sandviken ved Högbo, Timrå ved Vivstavarv og flere andre.
I Sverige som i andre lande skete en kraftig udbygning af banenettet, fra 527 km i 1860 til 15.160 km i 1920, ofte som enkeltsporet bane. Følgen blev fortrinsvis en vækst i de store købstæder, der fik industri og oplandshandel, men der opstod også stationsbyer: af 114 municipalsamhällen i 1901 blev 20 betegnede som forstæder, 58 (alle i indlandet) som stationsbyer (stationssamhällen eller järnvägssamhällen) og 28 som fiskerlejer (fiskelägen); dertil kom nogle havnepladser (hamnplats), kirkebyer (kyrkostad) og lignende i Norrland.
Til belysning af nærings- og bebyggelsesudviklingen i de svenske stationsbyer kan bruges eksemplet Borlänge, Stora Tuna socken, Kopparbergs län: Pladsen, beliggende noget syd for Dalelven ved landevejen Hedemora-Båtsta-Siljan, havde i slutningen af 1870-erne intet byggeri udover stationen for Bergslagsbanen, men var i 1896 udviklet til et anseligt samfund med livlig virksomhed, bankkontor, læger, apotek, henved 80 handlende og håndværkere samt Dala kunstvæveri. Borlänge havde egen municipalstyrelse bestående af 3 personer, men havde begæret köpingsrettigheder. For det bebyggede område havde man indført et ordensreglement, bygningsreglement og brandreglement. l km fra byen lå Domnarfvets store sav- og jernværk. Indbyggertallet udgjorde allerede i 1890 1.050 personer, med Domnarfvets endda 3.778 personer. I 1898 fik byen status af köping i egen kommune, og i 1904 havde den 1.224 indbyggere. I byen var to bogtrykkerier, hvorfra blev udgivet fire aviser ("Borlänge tidning", "Mora tidning", "Siljan" og "Dalarnes nyhet"); i byens nærhed lå Domnarfvets kraftstation og papirfabrik med i alt omkring 5.000 ansatte. Der er næppe tvivl om, at det var kombinationen af jernbane og industrivirksomhed, der bevirkede byens hurtige udvikling.
Blandt andre egentlige stationssamhällen kan nævnes Alby, Alfvesta, Avesta, Axvall, Boden, Boxholm, Degerfors, Gislaved, Gnesta, Gällivare, Hagfors, Heby, Hässleholm, Karlskoga, Katrineholm, Kil, Kramfors, Krylbo, Laxå, Ljusdal, Lomma, Mjölby, Nässjö, Oxelösund, Ryd, Röstånga, Råå, Sandviken, Skurup, Svedala, Sävsjö, Tomelilla, Trollhättan, Uddeholm, Vännäs, Åby-Klippan, Åstorp.

### Finland
Finland var et selvstyrende storfystendømme i tilknytning til Rusland frem til udråbelsen af selvstændighed i 1917. De egentlige stæder lå traditionelt overvejende langs kysten: Torneå, Kemi, Uleåborg (Oulu), Brahestad (Raahe), Gamla Karleby, Jakobstad, Nykarleby, Vasa, Kaskö, Kristinestad, Björneborg, Rauma, Nystad, Åbo, Helsingfors (Helsinki), Lovisa, Kotka, Fredrikshamn, Vyborg (Viipuri), mens Kexholm lå ved Ladoga-søen, Tammerfors (Tampere), Tavastehus, Kuopio og Nyslott lå ved de store søer i indlandet. Bådtrafikken var veludviklet med regelmæssige bådfarter, efterhånden med dampskibe.
Ikke desto mindre fik også Finland sit banenet, der frem til selvstændigheden først og fremmest forbandt områder i landets sydlige tredjedel (heruder Grænsekarelen nordvest for Ladoga), mens landets nordlige to tredjedele måtte nøjes med en enkel kystparallel bane ved Bottenviken og et par indlandsforbindelser nordover. I hovedtræk så udbygningen af det finske banenet således ud:
- Helsingfors-Tavastehus-banen (åbnet 1862),
- Riihimäki-Sankt Petersborg-banen (åbnet 1870),
- Hangö-Hyvinge-banen (åbnet 1873),
- Åbo-Tammerfors-Tavastehus-banen (åbnet 1876),
- Tammerfors-Vasa-banen (åbnet 1883),
- Simola-Willmanstrand-banen (åbnet 1885),
- Östermyra-Uleåborg-banen (åbnet 1886),
- Kouvola-Kuopio-banen (åbnet 1890),
- Kouvola-Kotka-banen (åbnet 1889),
- Andrea-Imatra-banen (åbnet 1892),
- Vyborg-Joensuu-banen (åbnet 1894),
- Tammerfors-Björneborg-banen (åbnet 1895),[20]
- Uleåborg-Torneå-banen (åbnet 1903), hvorved banenettet blev forlænget til den svensk-finske grænse,[21]
- Joensuu–Nurmes-banen (1910–11);
- Elisenvaara–Nyslott–Pieksämäki–Jyväskylä (med forbindelse til Varkaus), (hhv. 1908, 1914, 1918),
- Laurila–Rovaniemi (1909),
- Seinäjoki–Kristinestad og Kaskö (1913),
- Torneå–Karunki (provisorisk 1914, færdig 1922),
- Hiitola–Rautu (1919),
- Terijoki–Björkö (1916),
- Matkaselkä–Suojärvi (1923)

hvortil kom privatbanerne Ingerois–Fredrikshamn og Kervo–Borgå.
I hovedtal voksede det finske banenet fra 110 km i 1863 til 492 km i 1873, 1.158 km i 1883, 2.098 km i 1893, 2.962 km i 1903, 3.329 km i 1905, 3.685 km i 1915, 3.987 km i 1920 og 4.091 km i 1922.
Banenettets udvikling bevirkede fortrinsvis en befolkningsvækst i de gamle stæder, men dertil om en række nye bymæssige bebyggelser dels i form af fabriksbyer lagt ved vandfald, dels som stationsbyer ved jernbaneknudepunkter og -endepunkter. Af disse var en del videreudviklede kirkebyer, andre opstået på bar mark.
Lahti var en sådan stationsby, oprindeligt beliggende som köping på Riihimäki-Sankt Petersborg-banen og med skibsfartsforbindelse til Päijänne. I 1884 talte byen endnu blot 236 indbyggere men havde dog reparationsværft, savværk, dampmølle, teglværk, brændevinsbrænderi og ølbryggeri. Byen voksede hurtigt og talte i 1908 3.694 indbyggere. Stadsrettigheder fik den 1. november 1905. Foruden industrien var tilkommet en finsk folkehøjskole. I 1922 var indbyggertallet vokset til 6.980.
Blandt andre finske stationsbyer kan nævnes Elisenvaara, Hiitola, Hyvinge, Kokemäki, Kouvola, Pieksämäki, Riihimäki, Seinajoki, Toijala.

### Estland
Estland var indtil selvstændigheden efter 1. verdenskrig en del af Det Russiske Kejserrige, delt i to provinser: Guvernementet Estland og Guvernementet Livland. Byggeriet af jernbaner startede i 1860'erne, da Det Baltiske Jernbane-Selskab anlagde jernbanestrækningen fra Sankt Petersborg over Narva, Rakvere og Tallinn til Paldiski (anlagt som bredbane, åbnet 24. oktober 1870). Dernæst fik Det Baltiske Jernbane-Selskab udvirket en sidegren sydpå fra Tapa til Tartu (åbnet 1876). 1886 byggedes i det daværende guvernement Livland forbindelsen Tartu-Valga-Riga (åbnet 1887) og Valga-Võru-Pihkva (Pskov) (åbnet 1889). I 1904 anlagdes forbindelsen fra Tallinn til Haapsalu. Sideløbende hermed fik Det Baltiske Jernbane-Selskab udvirket anlæggelse af smalsporede jernbaner Pärnu-Mõisaküla-Valga, Mõisaküla-Viljandi (1895-1896), Viljandi-Tallinn med sidebane Türi-Paide (1898-1900). Endelig anlagdes en smalsporet bane Valga-Aluksne (Marienburg)-Stukmane (Stockmannshof), forbundet med Valga-Pärnu i 1903.
Til trods for sin forholdsvis beskedne befolkningstæthed udviklede der sig flere stationsbyer, der med tiden fik tildelt bystatus, først og fremmest i de områder, der lå fjernest fra de gamle stæder: Abja (senere Abja-Paluoja), Antsla, Elva, Jõgeva, Kehra, Keila, Kilingi-Nõmme, Mõisaküla, Põlva, Rapla, Tamsalu, Tapa, Türi, Võhma, Võru.